# Campionato internazionale gran turismo
Il Campionato internazionale gran turismo è stata una serie di competizioni per vetture gran turismo organizzata dalla Federazione Internazionale dell'Automobile dal 1960 al 1965.

## Storia

### La Coppa granturismo (1960-1961)

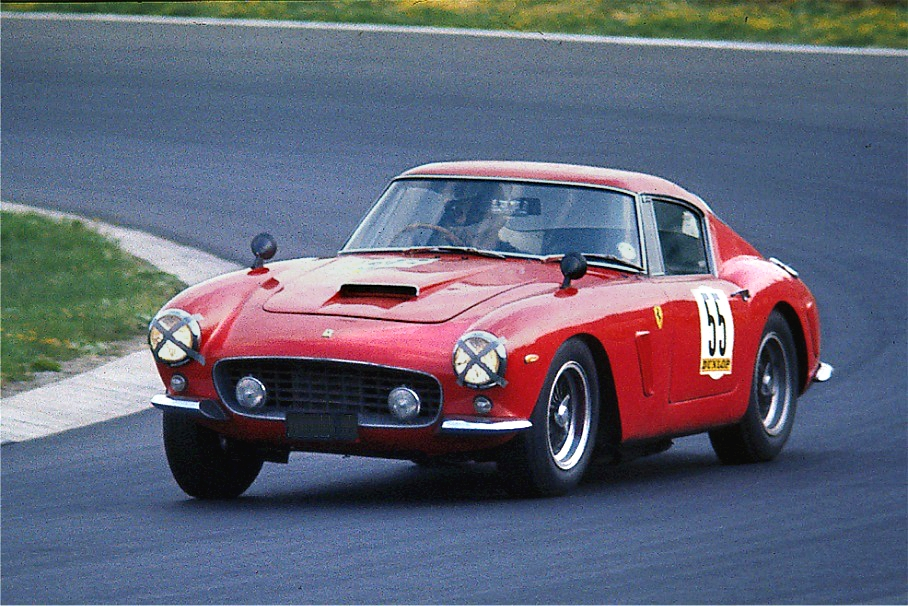
Una Ferrari 250 GT dominatrice della Coppa vetture gran turismo nella massima Divisione

Le vetture granturismo, chiamate comunemente GT, nelle competizioni sono automobili prodotte per l'utilizzo su strada ma modificate per le gare di velocità e durata. Negli anni cinquanta le vetture gran turismo gareggiano nel Campionato del mondo sportprototipi insieme alle vetture sport.
Nel 1960 la Federazione Internazionale dell'Automobile organizza una serie specifica riservata alle vetture gran turismo denominata Coppa vetture gran turismo. Il campionato comprende alcune prove concomitanti con quelle del Campionato del mondo sportprototipi, dove le GT e le Sport gareggiano insieme, e altre, di minore prestigio, riservate alle GT. Le vetture partecipanti sono raggruppate in Divisioni in base alla cilindrata e gareggiano contemporaneamente le piccole Fiat 500 e le potenti Ferrari 250 GT.
La Coppa vetture gran turismo si disputa solo per due stagioni, il 1960 e 1961, in quanto dal 1962 le GT diventano , dopo i nuovi cambi regolamentari della FIA, la "classe regina" del Campionato del mondo sportprototipi a danno delle Sport.

### Il Campionato internazionale costruttori gran turismo (1962-1965)
Per il 1962 la Commissione Sportiva Internazionale, per conto della Federazione Internazionale dell'Automobile, rivoluziona drasticamente i regolamenti del Campionato del mondo, che verranno mantenuti fino al 1965, privilegiando le vetture gran turismo a danno delle sport e denominandolo Campionato internazionale costruttori gran turismo.

La Fiat-Abarth 1000 Bialbero protagonista nella divisione minore, qui nella prima versione senza numeri di gara

Le vetture gran turismo destinate a gareggiare nel Campionato sono automobili prodotte in serie limitata ma in numero minimo di cento veicoli all'anno senza limitazioni di cilindrata massima. Le vetture vengono suddivise in tre divisioni in base alla cilindrata ad ognuna delle quali viene assegnato un titolo assoluto e diventano quindi Campioni non uno ma tre costruttori ogni anno. Le vetture vengono portate in gara direttamente dai costruttori ma anche da squadre private. Ad alcune gare partecipano anche le vetture sport e i primi prototipi da competizione che solitamente trionfano nelle gare di maggiore prestigio lasciando alle gran turismo i successi di categoria e nelle prove a loro riservate.
I calendari di questo periodo prevedono da quindici a ventidue prove alcune riservate alle vetture gran turismo mentre altre aperte a tutte le categorie. Alle classiche 12 Ore di Sebring, Targa Florio, 1000 km del Nürburgring e 24 Ore di Le Mans, valide anche per il Challenge mondiale endurance, vengono aggiunte gare di minore importanza su pista e su strada, gare in salita e rally.

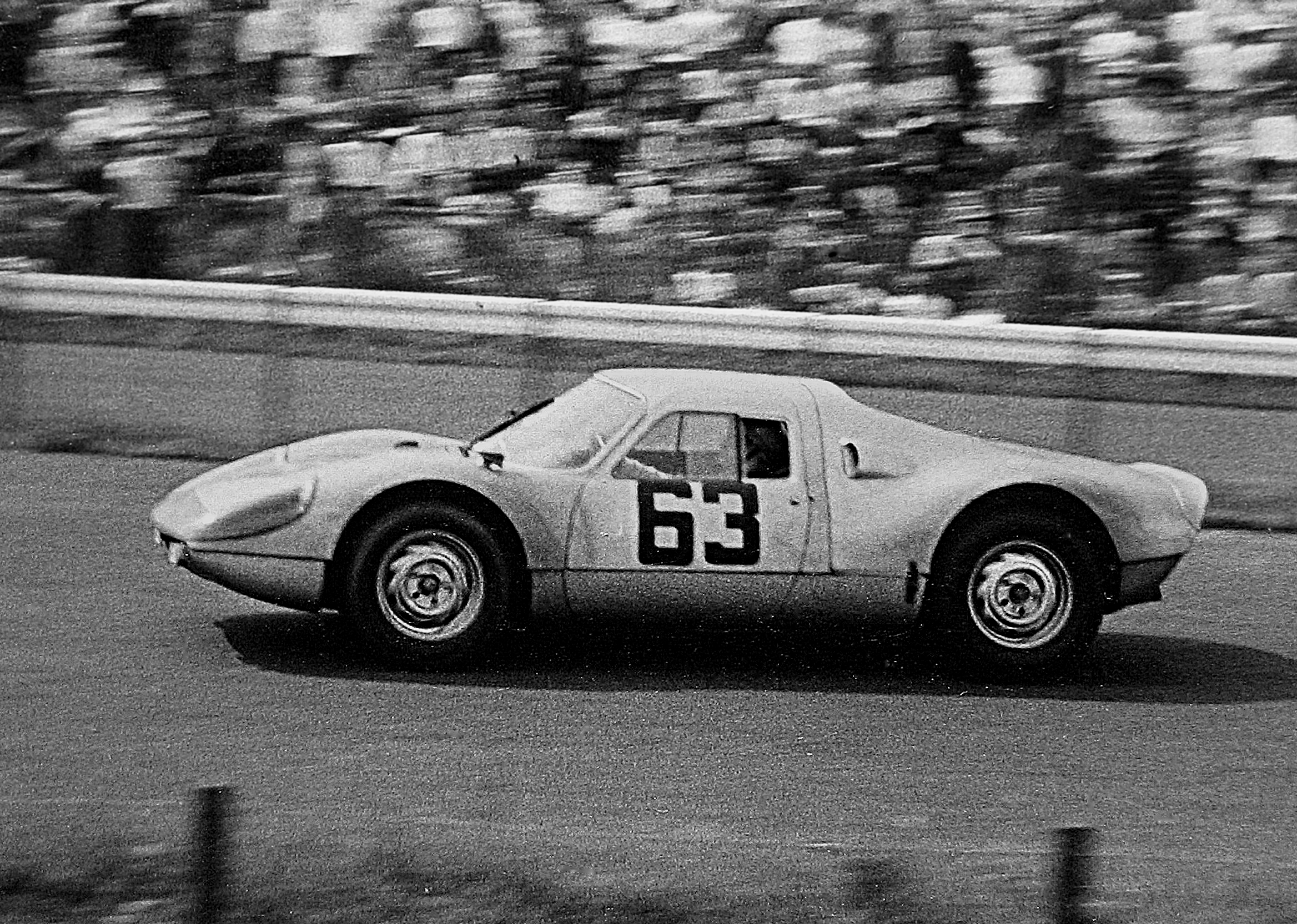
La Porsche 904 GTS dominatrice della divisione intermedia, impegnata alla 1000 km del Nürburgring del 1964

La "Divisione I" è riservata alle vetture con cilindrata entro 1.0 litri nel 1962 e 1963 ed entro 1.3 litri nel 1964 e 1965. In questa categoria la supremazia quasi totale è della Abarth che, in collaborazione con Fiat e SIMCA, si aggiudica per quattro anni consecutivi il Campionato oltre a numerose vittorie assolute nelle gare riservate alla sua divisione e altri successi di categoria. La casa torinese di Carlo Abarth partecipa al Campionato con il nome di Fiat-Abarth schierando varie evoluzioni delle piccole Fiat 500 e 600, in particolare le 750 TC e 1000 TC, e la 1000 Bialbero conquistando i titoli del 1962 e 1963. Come Abarth-Simca si aggiudica i titoli nel biennio successivo grazie alla 1300. Altre case automobilistiche che gareggiano nella divisione più piccola, anche se con minore successo, sono la Alpine-Renault, l'Alfa Romeo, la Triumph e la MG che vincono alcune prove di categoria, ma anche la Lotus, la Austin-Healey, la BMW e molte altre.

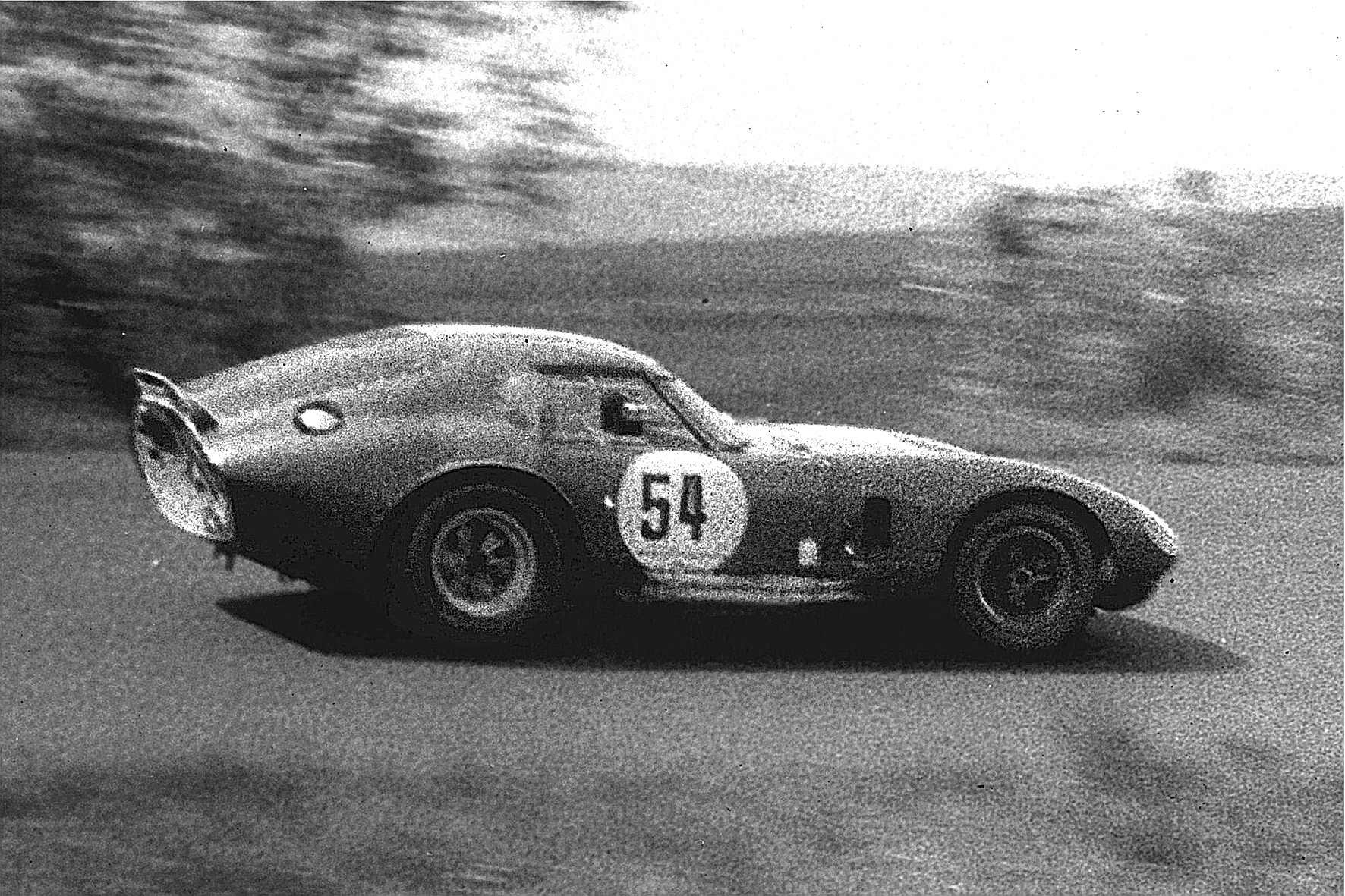
Una Shelby Cobra Daytona Coupe, tipico esempio di vettura gran turismo nella massima divisione, in gara nel 1965.

La tedesca Porsche è protagonista nella "Divisione II", riservata alle vetture con cilindrata entro i 2.0 litri, dove vince nettamente il Campionato dal 1962 a 1965. Con la 356 e la 904 in diverse configurazioni la Porsche centra otto vittorie assolute nelle gare riservate alle gran turismo e nelle corse in salita e quaranta successi di divisione. L'Alfa Romeo si aggiudica alcune prove di categoria con la Giulietta SZ e la Giulia TI Super, la Lotus grazie alla Elite e la Abarth-Simca con la 1300 e la 2000 GT. Altri costruttori che non ottengono vittorie ma solo qualche piazzamento sono la Triumph, la Morgan, la OSCA, la MG, la Alpine, la Volvo, la Volkswagen, la Sunbeam e la TVR.
La categoria maggiore, la "Divisione III" per vetture oltre i 2.0 litri, vede dominare la Ferrari che con la 250 GT SWB e la 250 GTO poi evoluta nella 250 GTO/64, entrambe berlinette con motore 12 cilindri da 3.0 litri, vince su pista ma anche nei rally. In quattro anni la Casa di Maranello con le sue gran turismo conquista dieci vittorie assolute, compresi due volte il Tourist Trophy e il Tour de France, ventotto di divisione e i Titoli assoluti nel 1962, 1963 e 1964. L'unica vera avversaria della Ferrari, in pista ma anche fuori, è la Shelby Cobra tanto che si parla di guerra Cobra-Ferrari. Il costruttore ed ex-pilota statunitense Carroll Shelby schiera prima la Cobra Roadster ed in seguito la Cobra Daytona Coupe, costruita con telai AC Cars e motori Ford a otto cilindri, con cui vince il titolo nel 1965, quando la Ferrari non partecipa al Campionato in veste ufficiale per una disputa con la Federazione Internazionale dell'Automobile, ma solo affidando le vetture a scuderie private. Jaguar, Chevrolet, Lancia, Aston Martin, Austin-Healey, Triumph, Alfa Romeo, Morgan e Sunbeam ottengono punti validi per il Campionato ma non lottano mai per il Titolo.
Con la chiusura dell'edizione 1965, la competizione più prestigiosa per le vetture turismo divenne il campionato europeo turismo, la cui fondazione risaliva al 1963.

## Albo d'oro
| Anno | Nome                                               | Divisione      | Costruttore  | Resoconto |
| ---- | -------------------------------------------------- | -------------- | ------------ | --------- |
| 1960 | Coppa gran turismo                                 | Entro 500 cc   | Fiat-Abarth  | Resoconto |
| 1960 | Coppa gran turismo                                 | Entro 700 cc   | Fiat-Abarth  | Resoconto |
| 1960 | Coppa gran turismo                                 | Entro 1.000 cc | Fiat-Abarth  | Resoconto |
| 1960 | Coppa gran turismo                                 | Entro 1.300 cc | Lotus        | Resoconto |
| 1960 | Coppa gran turismo                                 | Entro 2.000 cc | Porsche      | Resoconto |
| 1960 | Coppa gran turismo                                 | Oltre 2.000 cc | Ferrari      | Resoconto |
| 1961 | Coppa gran turismo                                 | Entro 700 cc   | Fiat-Abarth  | Resoconto |
| 1961 | Coppa gran turismo                                 | Entro 1.000 cc | Fiat-Abarth  | Resoconto |
| 1961 | Coppa gran turismo                                 | Entro 1.300 cc | Alfa Romeo   | Resoconto |
| 1961 | Coppa gran turismo                                 | Entro 2.000 cc | Porsche      | Resoconto |
| 1961 | Coppa gran turismo                                 | Oltre 2.000 cc | Ferrari      | Resoconto |
| 1962 | Campionato internazionale costruttori gran turismo | Entro 1.000 cc | Fiat-Abarth  | Resoconto |
| 1962 | Campionato internazionale costruttori gran turismo | Entro 2.000 cc | Porsche      | Resoconto |
| 1962 | Campionato internazionale costruttori gran turismo | Oltre 2.000 cc | Ferrari      | Resoconto |
| 1963 | Campionato internazionale costruttori gran turismo | Entro 1.000 cc | Fiat-Abarth  | Resoconto |
| 1963 | Campionato internazionale costruttori gran turismo | Entro 2.000 cc | Porsche      | Resoconto |
| 1963 | Campionato internazionale costruttori gran turismo | Oltre 2.000 cc | Ferrari      | Resoconto |
| 1964 | Campionato internazionale costruttori gran turismo | Entro 1.000 cc | Fiat-Abarth  | Resoconto |
| 1964 | Campionato internazionale costruttori gran turismo | Entro 2.000 cc | Porsche      | Resoconto |
| 1964 | Campionato internazionale costruttori gran turismo | Oltre 2.000 cc | Ferrari      | Resoconto |
| 1965 | Campionato internazionale costruttori gran turismo | Entro 1.000 cc | Abarth Simca | Resoconto |
| 1965 | Campionato internazionale costruttori gran turismo | Entro 2.000 cc | Porsche      | Resoconto |
| 1965 | Campionato internazionale costruttori gran turismo | Oltre 2.000 cc | Shelby       | Resoconto |